# 芒市第一中学
芒市第一中学原称潞西县芒市中学，是云南省德宏傣族景颇族自治州芒市的一所高级中学，2020年被评定为云南省一级三等完全中学，位于勐焕街道。

## 历史
1972年8月，潞西县革命委员会鉴于原潞西民族中学改为州民族中学，各县均创办中学而潞西没有县属中学，且芒市小学毕业生激增的情况，向德宏州革命委员会和保山地区革命委员会提出了创办县属芒市中学的报告:163。1972年秋，潞西县将小学毕业生113人编作两个初中班，交芒市第一小学代管，同时在板过河以北、松树寨以西征用荒地建盖了简易教室:163。1973年1月，德宏州革命委员会发文同意创办芒市中学，同年九月芒市中学举行开学典礼，正式宣告成立:163。1975年开办高中班，1978年被划为县重点中学。1979年，从芒市中学毕业升入大学的刘宏武、汪志刚先后成为留法、留美博士，成为中华人民共和国成立以来德宏州最早的留学博士生:488。1994年，被评定为云南省二级一等完全中学:88-91。2005年起，芒市中学的初中从本校剥离。同年，芒市中学与成都市第七中学联合办学，开办远程卫星教学直播班:140。2020年8月，被认定为云南省一级三等高中。

## 资料来源
1. ↑  何萍 主编; 云南省潞西县志编纂委员会 编. . 昆明: 云南教育出版社. 1993.9. ISBN 7-54150-685-0.
2. ↑  革安发 主编; 中共芒市委党史研究室,芒市地方志编纂委员会办公室 编. . 芒市: 德宏民族出版社. 2020. ISBN 978-7-5558-1449-8.
3. 1 2 3  杨光兴 主编; 潞西县教育局 编. . 德宏民族出版社: 芒市. 1993.7. ISBN 978-7-80525-174-6.
4. ↑  马向东 邵建萍 赵家富 主编; 德宏州史志办 编. . 芒市: 德宏民族出版社. 2011.11. ISBN 978-7-80750-583-9.
5. ↑  德宏傣族景颇族自治州教育局 编. . 芒市: 德宏民族出版社. 2010.8. ISBN 978-7-80750-333-0.
6. ↑  林文勋 主编; 杨红 分册主编. . 云南大学出版社: 昆明. 2015.12. ISBN 978-7-5482-2412-9.
7. ↑  芒市第一中学. . 微信公众平台. 2020-08-25  [2023-08-31]. （原始内容存档于2023-08-31）.